# Калабуховский дом
«Калабу́ховский дом» — дом героя повести М. А. Булгакова «Собачье сердце» профессора Преображенского.

## Прототипы
Принято считать, что основным прообразом жилища профессора Преображенского послужил доходный дом 24/1 на углу Пречистенки и Обухова переулка, построенный по проекту архитектора С. Ф. Кулагина в 1904 году на участке, принадлежавшем Е. С. Павловской. Дом представляет собой пятиэтажное массивное строение с облицовкой рустом по первому этажу. По фасаду, обращённому в Обухов (до 1922 года — Чистый) переулок, расположены два высоких окна, объединяющие второй и третий этажи. Несколько окон по фасаду на Пречистенке украшены портиками с полуколоннами.
В начале XX века в этом доме жили двое дядей Булгакова по матери — врачи Николай Михайлович и Михаил Михайлович Покровские. Первый из них стал основным прототипом Ф. Ф. Преображенского. В московских адресно-справочных книгах дореволюционных и первых пореволюционных лет один и тот же адрес братьев значится по-разному: «Покровский Н. М. — женские болезни — Обухов переулок, 1, квартира 12» и «Покровский М. М. — венерические болезни — Пречистенка, 24, квартира 12».

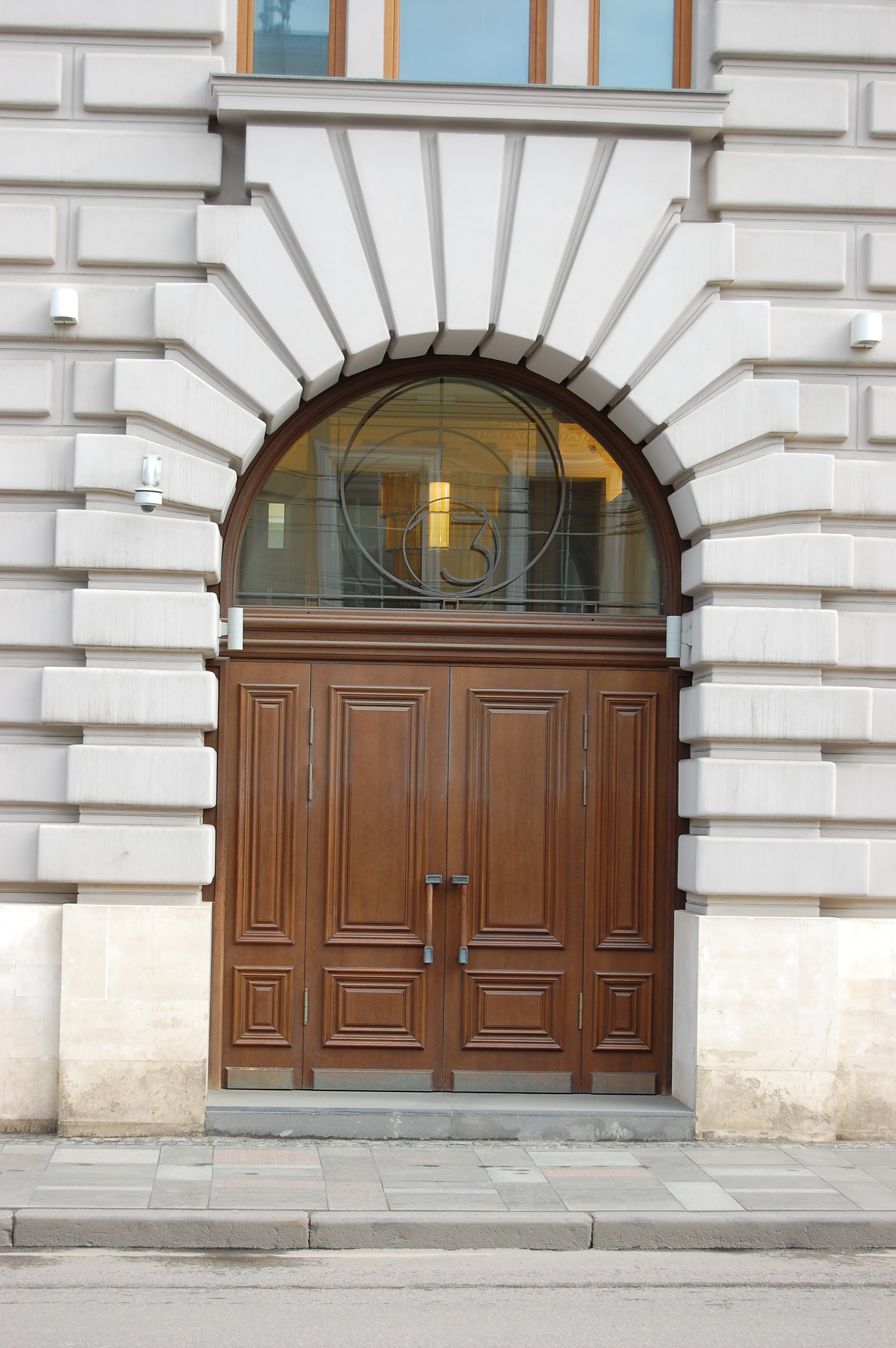
Подъезд дома Я. А. Рекка. Москва, Пречистенка, 13/7

Квартира 12, где жили Покровские, была первым московским пристанищем Булгакова, в 1916 году на неделю приехавшего в Москву с женой из села Никольское Смоленской губернии. Указывая, что описание семикомнатной квартиры профессора Преображенского в деталях совпадает с квартирой Покровского, Б. В. Соколов делает наблюдение, что «в адресе прототипа названия улиц связаны с христианской традицией, а его фамилия (в честь праздника Покрова) соответствует фамилии персонажа, связанной с праздником Преображения Господня». Московский краевед и булгаковед Б. С. Мягков указывает, что квартира Покровского изначально насчитывала пять комнат, однако после приезда племянниц в 1920 году одна из больших комнат была перегорожена, в результате комнат образовалось семь. Племянницы Покровского — Александра Андреевна и Оксана Митрофановна жили в этой квартире до конца 1970-х годов.
Почему убрали ковёр с парадной лестницы? Разве Карл Маркс запрещает держать на лестнице ковры? Разве где-нибудь у Карла Маркса сказано, что 2-й подъезд калабуховского дома на Пречистенке следует забить досками и ходить кругом через чёрный двор? Кому это нужно?
Вестибюль «калабуховского дома» с мраморной парадной лестницей и бельэтаж, где помещалась «роскошная квартира» Преображенского, позаимствованы Булгаковым из находящегося неподалеку дома 13/7, стр. 1 на пересечении Пречистенки и Лопухинского переулка. Доходный дом Я. А. Рекка был построен в 1912 году по проекту архитекторов Г. А. Гельриха и Н. Г. Лазарева. До революции две квартиры на последнем, шестом этаже дома занимал Александр Фаберже, родственник ювелира. После революции дом был «уплотнён». Фаберже оказался в эмиграции, а в принадлежавших ему квартирах 11 и 12 поселились знакомые Булгакова, художники из группы «Бубновый валет». Булгаков любил бывать у них в гостях. Часть интерьеров квартиры профессора Преображенского позаимствована из их жилища.
Вместе с бельэтажем, отсутствующим в доме 24, позаимствованы для калабуховского дома и другие реалии, относившиеся к дому 13, — стеклянная дверь парадного, у которой дежурил швейцар с «околышем с золотыми галунами», ступени серого мрамора в вестибюле, ковёр на лестнице, дубовая вешалка, «калошная стойка». Дому 13 соответствует и количество квартир на лестнице калабуховского дома: «Заметьте, здесь 12 квартир…» — говорит профессор Борменталю. В доме 24 квартир было 8.

## Литературное наследство
С домом профессора Преображенского связана известная цитата — «Пропал калабуховский дом». Ставшую крылатой фразу профессор произносит при знакомстве с «новым домоуправлением»:

«— Это вас вселили в квартиру Фёдора Павловича Саблина?
— Нас, — ответил Швондер.
— Боже! Пропал калабуховский дом! — в отчаянии воскликнул Филипп Филиппович и всплеснул руками».
— Собачье сердце. Гл. 2
Вновь повторяет её профессор, услышав доносящиеся «откуда-то сверху и сбоку» звуки хорового пения новых соседей — «жилтоварищей»:

«— Опять! — горестно воскликнул Филипп Филиппович, — ну, теперь, стало быть, пропал калабуховский дом. Придётся уезжать, но куда, спрашивается? Всё будет как по маслу. Вначале каждый вечер пение, потом в сортирах замёрзнут трубы, потом лопнет котёл в паровом отоплении и так далее. Крышка Калабухову!»— Собачье сердце. Гл. 3
«Калабуховский дом» на Пречистенке, 24 стал городской достопримечательностью, входит в экскурсионные маршруты. В 2014 году дом профессора Преображенского включён в список объектов, которые планируется обозначить на литературной карте Москвы.

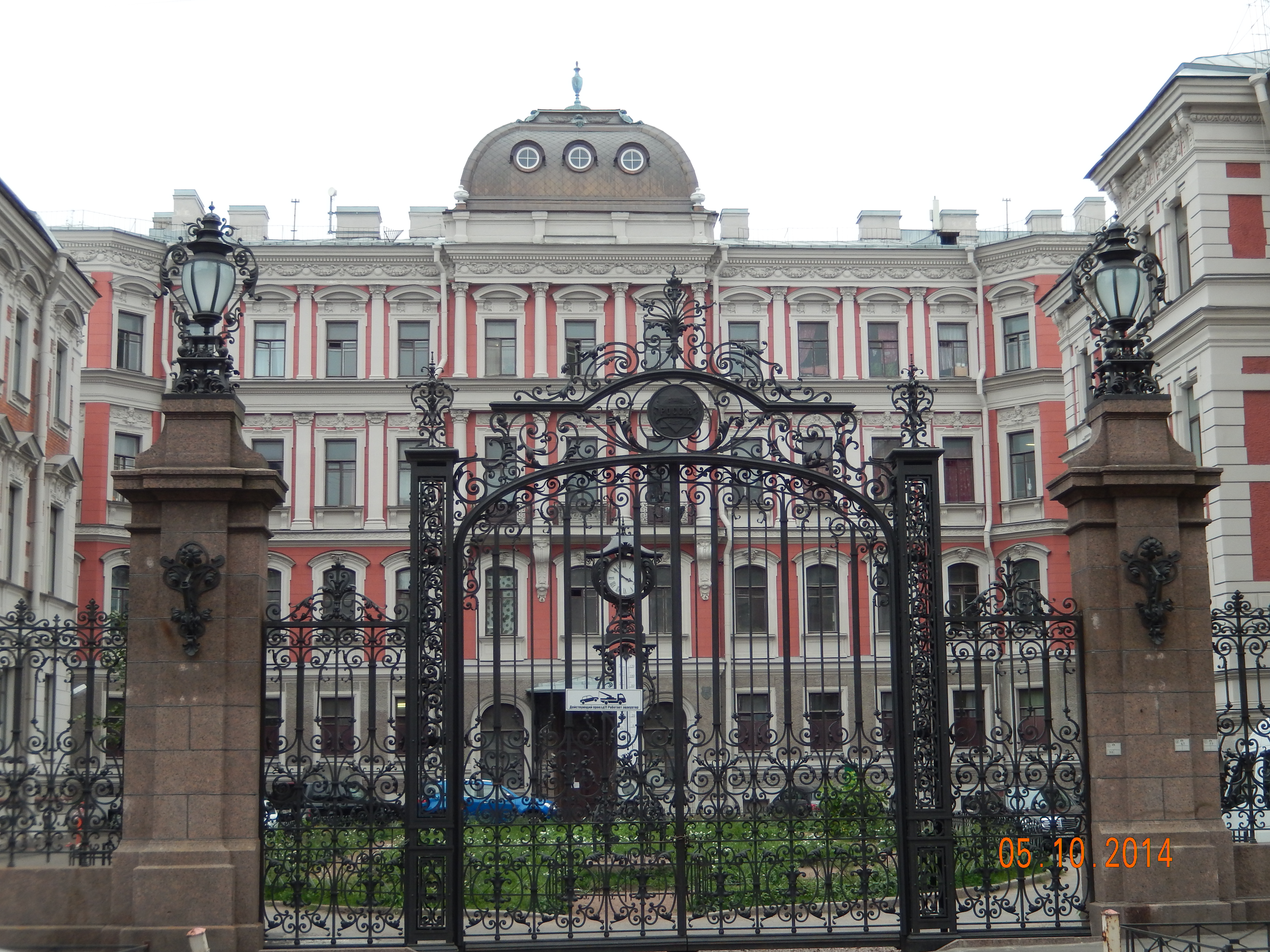
Петербург, Моховая ул., 27-29

 В киноверсии «Собачьего сердца», снимавшейся в Ленинграде, роль «калабуховского» исполнил дом 27—29 на Моховой улице — бывший доходный дом страхового общества «Россия», построенный в стиле французского ренессанса по проекту архитектора Л. Н. Бенуа в конце XIX — начале XX века.
Дом профессора Преображенского на Моховой также включён в маршруты экскурсий по городу. В начале XXI века дом пришёл в аварийное состояние.